# Lijevi Degoj
Lijevi Degoj je naseljeno mjesto u Republici Hrvatskoj u Zagrebačkoj županiji. 

## Zemljopis
Administrativno je u sastavu općine Pokupsko. Naselje se proteže na površini od 2,08 km².

## Stanovništvo
Prema popisu stanovništva iz 2001. godine naselje je imalo 67 stanovnika i to u 24 kućanstva. Gustoća naseljenosti je iznosila 32,21 st./km².

Prema popisu stanovništva 2011. godine naselje je imalo 69 stanovnika.
| broj stanovnika | 161   | 168   | 181   | 167   | 181   | 167   | 151   | 169   | 153   | 146   | 138   | 106   | 99    | 89    | 67    | 69    | 51    |
|                 | 1857. | 1869. | 1880. | 1890. | 1900. | 1910. | 1921. | 1931. | 1948. | 1953. | 1961. | 1971. | 1981. | 1991. | 2001. | 2011. | 2021. |